# Priocnemis parvula
Priocnemis parvula (лат.) — вид дорожных ос рода Priocnemis (Pompilidae).

## Распространение
Палеарктика: Европа, Дальний Восток.

## Описание
Длина тела самцов 4,5—7,0 мм, самок — 5,0—7,1 мм. Основная окраска тела чёрная (1-й и 2-й сегменты брюшка красновато-бурые). Лёт отмечен в июле и августе. Охотятся на пауков Pardosa prativaga, P. pullata, Xerolycosa miniata (Lycosidae); Haplodrassus soerenseni (Gnaphosidae); Evarcha arcuata (Salticidae).